# Eurasian League Basketball 2019-2020
L'Eurasian League Basketball 2019-2020 è la 1ª edizione della Lega Eurasiatica. 

## Regolamento e formato
Partecipano alla stagione regolare 6 squadre inserite in un unico girone. La regular season è composta da due fasi, dove le squadre si incontrano in partite di andata e ritorno. Alla fine i quattro team meglio classificati si affrontano in una final four.

## Squadre partecipanti
| Armenia - Aragats - Urartu | Russia - Arsenal Tula - MGAFK | Bielorussia - Borisfen | Kazakistan - Barsy Atyrau |  |

## Risultati
|    | Squadra      | P.ti | G  | V | P | PF  | PS  | DP  | SD |
| -- | ------------ | ---- | -- | - | - | --- | --- | --- | -- |
| 1. | Barsy Atyrau | 18   | 10 | 8 | 2 |     |     |     |    |
| 2. | Borisfen     | 15   | 10 | 5 | 5 |     |     |     |    |
| 3. | Arsenal Tula | 15   | 10 | 5 | 5 |     |     |     |    |
| 4. | Aragats      | 15   | 10 | 5 | 5 | 745 | 807 | -62 |    |
| 5. | Urartu       | 14   | 10 | 4 | 6 |     |     |     |    |
| 6. | MGAFK        | 13   | 10 | 3 | 7 |     |     |     |    |

|              | ARA    | ART   | BAR   | BOR   | MAL    | URA   |
| ------------ | ------ | ----- | ----- | ----- | ------ | ----- |
| Aragats      | —      | 74–79 | 89–79 | 79–77 | 97–93  | 86–79 |
| Arsenal Tula | 94–93  | —     | 84–89 | 96–94 | 100–86 | 98–90 |
| Barsy Atyrau | 20–0   | 77–69 | —     | 82–74 | 82–73  | 80–74 |
| Borisfen     | 101–76 | 79–76 | 94–73 | —     | 90–88  | 89–82 |
| MGAFK        | 69–78  | 73–70 | 74–81 | 98–91 | —      | 81–65 |
| Urartu       | 98–73  | 99–78 | 83–85 | 80–68 | 84–71  | —     |

## Fase finale
|  | Semifinali   | Semifinali |                 |              | Finale       | Finale |
|  |              |            |                 |              |              |        |
|  | Barsy Atyrau | 88         |                 |              |              |        |
|  | Barsy Atyrau | 88         |                 |              |              |        |
|  | Urartu       | 82         |                 |              |              |        |
|  | Urartu       | 82         |                 | Arsenal Tula | 89           |        |
|  |              |            |                 | Arsenal Tula | 89           |        |
|  |              |            |                 |              | Barsy Atyrau | 78     |
|  | Borisfen     | 81         |                 |              | Barsy Atyrau | 78     |
|  | Borisfen     | 81         |                 |              |              |        |
|  | Arsenal Tula | 83         |                 |              |              |        |
|  | Arsenal Tula | 83         | Finale 3° posto |              |              |        |
|  |              |            |                 |              |              |        |
|  |              |            |                 |              | Urartu       | 80     |
|  |              |            |                 |              | Urartu       | 80     |
|  |              |            |                 |              | Borisfen     | 92     |

| Eurasian League Basketball 2019-2020 |
| ------------------------------------ |
| Arsenal Tula 1º titolo               |